# معادلة كيميائية

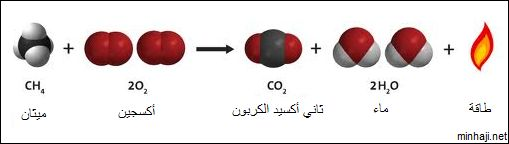
مثال معادلة احتراق الميثان المجسدة ب CH4 +2O2 ->CO2 + 2H2O

المعادلة الكيميائية أو معادلة التفاعل عبارة كربوهيدرات الصوديوم التذي ينتج عن تمثيل للتفاعل الكيميائي بواسطة مجموعة من الرموز والصيغ الكيميائية التي تعبر عن المواد الداخلة في التفاعل والخارجة منه والإلكترونات التي تكتسب أو تفقد من ذرات العناصر المتفاعلة.
تبين المعادلة الكيميائية التغيرات التي تطرأ على المواد المتفاعلة وظروف التفاعل كما تبين المعادلة حاجة التفاعل إلى حرارة وضغط وعوامل مساعدة.
ويجب أن تكون المعادلة الكيميائية صحيحة الرموز والصيغ وأن تكون موزونة حيث أن مجموع كتل المواد المتفاعلة يساوي مجموع كتل المواد الناتجة من التفاعل.
وعند كتابة معادلة يجب مراعاة الشحنة لأنها تلعب دوراً في عدد الإلكترونات المفقودة أو المكتسبة..
كمثال عن ذلك، المعادلة الكيميائية لاحتراق غاز الميثان يمكن أن تكتب هكذا:
CH4 + 2 O2 {\displaystyle \rightarrow } CO2 + 2 H2O
تقول معادلة التفاعل هذه ان جزيئا واحدا من الميثان يتفاعل مع 2 جزيئ من الأكسجين وينتج جزيئ واحد من ثاني أكسيد الكربون و 2 جزيئ ماء. ويستخدم الكيميائيون لتقدير ذلك كتلة مناسبة وهي مول حيث أن 1 مول من المادة يحتوي بالتمام على عدد أفوجادرو من الجسيمات أو الجزيئات.
نعود الآن إلى تفاعلنا أعلاه فنقول أن مول من الميثان يتفاعل مع 2 مول من الأكسجين وينتج 1 مول ثاني أكسيد الكربون و 2 مول ماء.
بالجرامات:
- المواد المتفاعلة:

1 مول ميثان = 12 + (4. 1)
= 16 جرام
2 مول أكسجين = 2 (2. 16)
= 64 جرام
المواد الناتجة:
1 مول ثاني أكسيد الكربون = 12 + (2. 16)
= 44 جرام
2 مول ماء = 2 (16 + (2. 1))
= 36 جرام
هذه القيم هي الكتل الذرية للعناصر في التفاعل فالكتلة الذرية مثلا للهيدروجين 1 والكتلة الذرية للكربون 12، والكتلة الذرية للأكسجين 16.
ونجد أن كتلة المواد الداخلة في التفاعل تساوي كتلة المواد الناتجة من التفاعل، فكلتاهما تساوي 80 جرام، وهذا معني «توازن» معادلة التفاعل الكيميائي.

## تكملة معادلة التفاعل
نكمل أحيانا معادلة التفاعل بذكر طور المواد الداخلة والناتجة من التفاعل. فمثلا نكتب أكسجين (g) بمعنى غاز، أو (s) بمعنى صلب solid أو (Aq) بمعنى محلول مائي aqueous أو(L) بمعني سائل liquid.
كما نكتب أحيانا كمية الحرارة الناشئة عن التفاعل بجانب معادلة التفاعل. تلك الحرارة تسمى انثالبي قياسي للتكوين، وسنقوم بدراسته في مثال تفاعل مخلوط من الأكسجين والهيدروجين، وهو تفاعل يسمى أوكسيهيدروجين:
{\displaystyle \mathrm {2\ H_{2(g)}+O_{2(g)}\longrightarrow 2\ H_{2}O_{(l)}\ ,\Delta H=-286\ {\frac {kJ}{mol}}} }
عندما يتكون 1 مول من الماء H2O في الحالة السائلة من الهيدروجين H2 وهو غاز والأكسجين O2 (غاز) ينتج طاقة حرارية مقدارها 286 كيلوجول. ولذلك يهمنا أن نعطي طور كل مادة داخلة أو ناتجة من التفاعل، حيث تغير الطور مثل تغير الحالة السائلة إلى الحالة الغازية يكون مصحوبا بتغير في الحرارة (فمثلا:يمتص الماء حرارة التبخر ليصبح بخارا).
تقاس الحرارة الناتجة من التفاعل ΔH= -286 كيلوجول/مول عادة عند درجة حرارة 25 درجة مئوية (وتحت 1 ضغط جوي). فإذا كانت ΔH موجبة الإشارة فمعناه أن التفاعل تفاعل يمتص الحرارة، وأما إذا كانت ΔH سالبة الإشارة كما هو هنا في مثال تفاعل الهيدروجين والأكسجين، فهذا معناه أنه تفاعل ناشر للحرارة. وأحيانا نكتب قيمة ΔH بجانب معادلة التفاعل، كمعلومة إضافية.
ونستخدم في الكيمياء أسهم للتعبير عن اتجاه التفاعل، ومعانيها كالآتي:
- سهم سير التفاعل (→)
- عدة أسهم (→ →): تعني سريان التفاعل على خطوات حتى الحصول على النواتج.
- تفاعل عكوس ({\displaystyle \rightleftarrows }): وهو تفاعل يمكن بالتحكم في أحوال التفاعل تسييره في اتجاه اليمين أو اتجاه اليسار.
- أسهم حالة توازن ({\displaystyle \rightleftharpoons })، وهي تعبر أن التفاعل يسير حتي يصل إلى حالة توازن كيميائي، ومن صفات حالة التوازن الكيميائي أن عندها يكون معدل تكوين نواتج مساويا لمعدل تكوين المواد الداخلة في التفاعل من المركبات الناتجة (تفكك).

يمكن أيضا استخدام أسهم تؤشر إلى أعلى (غاز يتصاعد) أو إلى أسفل [مركب يترسب) كما نرى في الأمثلة الآتية:
{\displaystyle \mathrm {CO_{3}^{2-}+2\ HCl\longrightarrow CO_{2}\uparrow +2\ Cl^{-}+H_{2}O} }
{\displaystyle \mathrm {SO_{4}^{2-}+BaCl_{2}\longrightarrow BaSO_{4}\downarrow +2\ Cl^{-}} }
في التفاعل الأول يتصاعد غاز ثاني أكسيد الكربون ويغادر المحلول. أما في التفاعل الثاني فيؤشر السهم إلى أسفل بمعني «ترسيب» كبريتات الباريوم في المحلول كمادة صلبة.

## قياس اتحادية العناصر للغازات
قياس اتحادية العناصر لغاز هو تعيين نسب المواد الداخلة في التفاعل والمواد الناتجة في معادلة كيميائية ينتج منها غازات. وعندما نفعل ذلك نفترض أن الغاز الناتج يكون غاز مثالي وأن حجم الغازات الناتجة والضغط ودرجة الحرارة معروفة. ونقوم بذلك باستخدام قانون الغازات المثالية. وأحيانا قليلة نفترض أن درجة الحرارة هي الصفر المئوي وأن الضغط هو 1 ضغط جوي عند حساب نسب المواد.
وحساب نسب المواد في تفاعل كيميائي تحل لنا مسألة عدم معرفة كميات أو أحجام الغازات الداخلة في التفاعل أو الناتجة منه. فعلى سبيل المثال، فعندما نقوم بحساب حجم غاز ثاني أكسيد النيتروجين NO2 الناتج عن احتراق 100 جرام من الأمونيا NH3 خلال تفاعلها مع الأكسجين طبقا لمعادلة التفاعل:
4NH3 (g) + 7O2 (g) → 4NO2 (g) + 6H2O (liq.
ونقوم بالحساب:
{\displaystyle 100\ {\mbox{g}}\,NH_{3}\cdot {\frac {1\ {\mbox{mol}}\,NH_{3}}{17.034\ {\mbox{g}}\,NH_{3}}}=5.871\ {\mbox{mol}}\,NH_{3}\ }
نجد أن 100 جرام من الأمونيا تعادل 5.871 مول من الأمونيا إذ أن 1 مول أمونيا كتلته 17.034 جرام.
ونجد أن نسبة الأمونيا إلى ثاني أكسيد النيتروجين 1:1 طبقا للمعادلة. وبالتالي تتكون كمية قدرها 5.871 مول من NO2 من التفاعل. وبتطبيق قانون الغازات المثالية للحصول على «حجم» الغاز الناتج عند درجة حرارة 0 درجة مئوية (273.15 كلفن) وتحت 1 ضغط جوي نحصل على:
PV=nRT
ومن معادلة الغاز المثالي هذه يمكننا حساب حجم الغاز V:
| {\displaystyle V}                                                                                         |
| --- |
| {\displaystyle ={\frac {nRT}{P}}={\frac {5.871\cdot 0.08206\cdot 273.15}{1}}=131.597\ {\mbox{L}}\,NO_{2}} |
حيث ثابت الغازات العام R يساوي = 0.08206 لتر · ضغط جوي · كلفن−1 · مول−1،:P الضغط وهو هنا 1 ضغط جوي،
T درجة الحرارة بالكلفن،
n عدد المولات وهو هنا 5.871.
أي ينتج عن تأكسد كمية 100 جرام من الأمونيا كمية من ثاني أكسيد النيتروجين حجمها 131.597 لتر عند درجة حرارة 15و273 كلفن و 1 ضغط جوي.